# Глизе 1265
Глизе 1265 (англ. Gliese 1265) — одиночная звезда в созвездии Водолея на расстоянии приблизительно 33 световых лет (около 10,2 парсек) от Солнца. Видимая звёздная величина звезды — +13,672m.
Вокруг звезды обращается, как минимум, одна планета.

## Характеристики
Глизе 1265 — красный карлик спектрального класса M4V, или M4,5V. Масса — около 0,178 солнечной, радиус — около 0,192 солнечного, светимость — около 0,00364 солнечной. Эффективная температура — около 3061 К.

## Планетная система
В 2018 году группой астрономов было объявлено об открытии планеты GJ 1265 b.